# Eurytoma onobrychidis
Eurytoma onobrychidis är en stekelart som beskrevs av Nikol'skaya 1933. Eurytoma onobrychidis ingår i släktet Eurytoma och familjen kragglanssteklar.
Artens utbredningsområde är:
- Bulgarien.
- Tyskland.
- Ungern.
- Sverige.
- Ukraina.

Arten är reproducerande i Sverige. Inga underarter finns listade i Catalogue of Life.